# Live and Nude
Live and Nude è un album dal vivo del gruppo musicale statunitense Danger Danger, pubblicato nel 2005 dalla Low Dice Records.

## Tracce
1. Beat the Bullet – 4:33
2. Grind – 5:01
3. Under the Gun – 5:36
4. Don't Walk Away – 5:32
5. Dead, Drunk and Wasted – 5:41
6. Goin' Goin' Gone – 4:09
7. Bang Bang – 4:15
8. Don't Break My Heart Again – 5:30
9. Good Time – 5:10
10. Monkey Business – 4:39
11. Rock America – 6:57
12. I Still Think About You – 5:22
13. Naughty Naughty – 9:02

## Formazione
- Paul Laine – voce
- Rob Marcello – chitarre, cori
- Bruno Ravel – basso, tastiere, cori
- Steve West – batteria, percussioni